# Strouhaloniscellus anophthalmus
Strouhaloniscellus anophthalmus är en kräftdjursart som först beskrevs av Hans Strouhal 1939.  Strouhaloniscellus anophthalmus ingår i släktet Strouhaloniscellus och familjen Trichoniscidae. Inga underarter finns listade i Catalogue of Life.